# Колос (Татарстан)
Колос — упразднённая деревня в Рыбно-Слободском районе Республики Татарстан. Входила в состав Кугарчинского сельского поселения.

## География
Деревня расположена на реке Боровушка в 31 км к северо-востоку от посёлка городского типа Рыбная Слобода.

## История
Основана в 1-й половине XVIII века. До 1946 была известна под названием Русские Клянче. До реформы 1861 жители относились к категории помещичьих крестьян. Занимались земледелием, разведением скота. В начале XX века земельный надел сельской общины составлял 49,5 десятин. До 1920 деревня входила в Шумбутскую волость Лаишевского уезда Казанской губернии. С 1920 в составе Лаишевского кантона ТАССР. С 14.2.1927 в Рыбно-Слободском, с 10.2.1935 в Кзыл-Юлдузском, с 26.3.1959 в Рыбно-Слободском, с 1.2.1963 в Мамадышском, с 12.1.1965 в Рыбно-Слободском районах.

## Население
| 1859 | 1897 | 1908 | 1920 | 1926 | 1949 | 1958 | 1970 | 1989 | 2002 |
| ---- | ---- | ---- | ---- | ---- | ---- | ---- | ---- | ---- | ---- |
| 151  | 166  | 195  | 168  | 221  | 219  | 193  | 65   | 7    | 0    |